# Brachynema purpureomarginatum
Brachynema purpureomarginatum ist eine Wanzenart aus der Familie der Baumwanzen (Pentatomidae).

## Merkmale
Die grünlich gefärbten Wanzen werden 9–11 mm lang. Sie besitzen eine länglich ovale Gestalt. An der Basis des Schildchens (Scutellum) befindet sich mittig ein größerer heller Fleck sowie an den Ecken jeweils ein kleinerer heller Fleck. Das untere Ende des Scutellums ist ebenfalls hell gefärbt. Der vordere Rand des Halsschildes ist gelb oder rötlich gefärbt. Der Tylus (Stirnkeil) wird von den Juga umschlossen. Das vierte und fünfte Antennensegment sind verdunkelt, aber niemals schwarz gefärbt.

## Verbreitung
Die Art ist im westlichen Mittelmeerraum sowie im Mittleren Osten (Iran) vertreten.

## Lebensweise
Die Wanzen findet man meist an Fuchsschwanzgewächsen wie den Salzkräutern (Salsola) aber auch an anderen halophilen Pflanzen. Als Wirts- und Futterpflanzen wurden neben anderen das Nebroden-Meerträubel (Ephedra nebrodensis), Artemisia herba-alba, das Graue Heiligenkraut (Santolina chamaecyparissus), die Strauch-Melde (Atriplex halimus), Queller (Salicornia) und verschiedene Soden-Arten (Suaeda) identifiziert.

## Taxonomie
Die Art wurde von Jules Pierre Rambur als Cimex purpureomarginatus, erstbeschrieben. Die Gattung Brachynema umfasst vier paläarktische Arten, die alle mehr oder weniger an Salzpflanzen gebunden sind. Brachynema purpureomarginatum ist eine polymorphe Art mit variabler Färbung. Nach Färbungsmerkmalen werden folgende Unterarten unterschieden:
- Brachynema purpureomarginatum hypocrita Puton, 1887 – im Maghreb (Marokko, Algerien, Tunesien)
- Brachynema purpureomarginatum kerzhneri Ribes & Pagola-Carte, 2007 – im Iran
- Brachynema purpureomarginatum purpureomarginatum (Rambur, 1839) – in Südfrankreich, Portugal, Spanien
- Brachynema purpureomarginatum triguttatum Fieber, 1870 – in Südost-Spanien